# Brigg
Brigg este un oraș în North Lincolnshire, comitatul Lincolnshire, regiunea Yorkshire and the Humber, Anglia. 